# Wikipedia în turcă
Wikipedia în turcă (în turcă Türkçe Vikipedi) este versiunea în limba turcă a Wikipediei, și se află în prezent pe locul 30 în topul Wikipediilor, după numărul de articole . În prezent are peste 631.618 de articole.